# Белорусская этнография
Белорусская этнография ― историческая наука, изучающая быт и культуру белорусов, их происхождение (этногенез), расселение, культурно-исторические связи.

## Метод белорусской этнографии
Основной метод белорусской этнографии — непосредственные наблюдения; используются также письменные источники, вещественные памятники, социологические методы исследования. Наука тесно связана с историей, археологией, географией (на рубеже с ней возникла этногеография), антропологией, языкознанием, фольклористикой, с природоведческими науками (при изучении народной агрономии, метеорологии) и др.

## Белорусская этнография как самостоятельная наука
Белорусская этнография выделилась в самостоятельную науку к середине XIX в. Первые сведения о племенах, живших на территории Белоруссии, помещены в летописях и других исторических памятниках времён Киевской Руси. Быт белорусов Великого княжества Литовского отражён в поэме Н. Гусовского «Песнь о зубре» (1523, Краков, на латинском языке), зафиксирован в документах, инвентарях, зарисовках путешественников и послов, среди них: «Записки о московских делах» С. Герберштейна (1549, Вена), «О религии, жертвоприношениях, свадебных, погребальных обрядах русинов, московитов и татар. Из работ разных писателей…» Я. Лосицкого (1582, г. Спир, Германия, на латинском языке).
Присоединение Белоруссии к России привлекло внимание российской общественности к жизни и культуре белорусов. Появились «Описание Кричевского графства…» А. Мейера (написано в 1786, опубликовано в 1901), заметки экспедиций в Белоруссию академиков И. И. Лепёхина, В. М. Севергина. Позже исследования проводили Российская АН, Московское общество истории и древностей Российских («Русские простонародные праздники и суеверные обряды» И. М. Снегирёва (1837—1839), кружок Н. П. Румянцева. Наиболее полно духовная культура белорусов представлена в коллекции «Белорусский архив» П. В. Киреевского.
Белоруссию изучали деятели польской и белорусской культуры, большинство которых группировалось вокруг Виленского университета. Широко отражён быт белорусов в публикациях 3. Я. Доленги-Ходаковского, М. Чарновской, Я. Чечота, И. Ярошевича, Р. А. Подбереского, Ю. И. Крашевского, Я. Барщевского, Е. П. Тышкевича, Р. С. Зенькевича, В. Сырокомли, а также А. Ф. Рыпинского, Л. Голембиовского, З. Петкевича.
Более систематическое и целенаправленное собирание этнографического материалов началось после основания (1845) Русского географического общества, которое имело отделение этнографии. Печатались работы М. О. Без-Корниловича, П. М. Шпилевского, И. Юркевича, Н. Анимелле. Материалы, собранные в 1840—1850-е годы А. Киркором, составили две части 3-го тома издания «Живописная Россия» («Литовское Полесье» и «Белорусское Полесье», 1882). После восстания 1863—1864 интенсивно изучались этнографические границы и национальный состав населения западных губерний Российской империи. В «Материалах для географии и статистики России, собранных офицерами Генерального штаба» среди томов, посвященных Белоруссии, выделяется «Гродненская губерния» П. О. Бобровского (1863).
Формирование белорусской нации обусловили выход на арену научной деятельности местных сил. Разные социально-политические убеждения исследователей определяли их взгляды на Белоруссию и белорусский народ. С демократических позиций выступили И. И. Носович, Ю. Ф. Крачковский, П. П. Чубинский, М. А. Дмитриев, А. Я. Васильева и другие, с либеральных — Э. Ивашкевич, И. А. Берман, К. П. Тышкевич, с великодержавных — П. А. Гильтебрандт, М. О. Коялович, М. Каминский, а также составители этнографических карт Р. Ф. Эркерт, Ф. П. Кеппен, противоречивые выводы делали А. М. Сементовский, П. А. Бессонов, С. В. Максимов, И. Эремич.
Важную роль в активизации изучения Белоруссии сыграли Общество любителей естествознания, антропологии и этнографии, созданное в 1864 году при Московском университете, Северо-Западный отдел Русского географического общества. В 1880—1890-е годы подготовлены богатые фольклорно-этнографические сборники — Е. Р. Романова («Белорусский сборник», в. 1—9, 1886—1912), М. Федеровского («Народ белорусский…», т. 1—3, 1897—1903), П. В. Шейна («Материалы для изучения быта и языка русского населения Северо-Западного края», т. 1—3, 1887—1902), Н. Я. Никифоровского («Очерки Витебской Белоруссии», ч. 1— 8, 1892—1899; «Очерки простонародного житья-бытья в Витебской Белоруссии и описание предметов обиходности…», 1895), описания материальной и духовной культуры М. В. Довнар-Запольского, В. Н. Добровольского, А. Е. Богдановича, А. С. Дембовецкого, П. П. Демидовича, Е. А. Ляцкого, С. И. Карского, 3. Радченко, Д. Г. Булгаковского, Ф. Веренько, польских этнографов Ю. Кольберга, Я. Карловича. 3. Глогера. Началась деятельность основателя белорусской филологии и фольклористики Е. Ф. Карского. Изложением истории белорусской этнографии стали 7 разделов 4-го тома (1892) «Истории русской этнографии» А. Н. Пыпина. На смену мифологической школе и теории заимствований, господствовавших в этнографии в 1860—1870-х годах, пришла эволюционная школа, на новый уровень поднялась методика сбора, изучения и публикации материалов, появилось больше трудов о материальной культуре и производственной деятельности народа (А. М. Харузин, М. Н. Косич, А. К. Сержпутовский, И. А. Сербов, П. Сергиевский и др.). В этот период сделаны значительные шаги в области систематизации и анализа собранных фольклорно-этногафических материалов.

## Белорусская этнография после 1917 года
После 1917 года начался новый этап белорусской этнографии. Этнографы участвовали в национальном районировании и определении государственных границ республики. В образованном в Москве (1918) Белорусском народном университете Д. Н. Анучин, Н. А. Янчук и В. И. Пичета читали лекции по этнографии и истории Белоруссии. Е. Ф. Карский, Добровольский, Янчук, Сержпутовский активно включились в организацию этнографических центров в Белоруссии. Широко развернулось краеведческое движение, в Инбелкульте образовано Центральное бюро краеведения (1924), кафедра этнографии (1927), велась активная экспедиционная работа. Закончил фундаментальное исследование «Белорусы» (т. 1—3, 1903—22) Е. Ф. Карский, вышли «Белорусская этнография в опытах и материалах» (т. 1—5, 7, 1926—1930), труды Сержпутовского, Сербова, А. А. Шлюбского, Н. И. Лебедевой и др.
Вклад в белорусскую этнографию сделали и польские учёные К. Мошинский («Восточное Полесье», 1928; «Народная культура славян», 1—2, 1929—1939), Ч. Петкевич («Речицкое Полесье», ч. 1 — Материальная культура, 1928; «Духовная культура Речицкого Полесья», 1938).
Немецкие захватчики уничтожили накопленные в советские годы этнографические материалы (более 70 тысяч единиц этнографических описаний и фольклорных текстов), разграбили фототеку, картотеку АН БССР, музейные фонды. После войны возобновил свою деятельность сектор этнографии и фольклора при Институте истории АН БССР, развернулась экспедиционная и научно-исследовательская работа. После создания в 1957 году Института искусствоведения, этнографии и фольклора АН БССР научными исследованиями были охвачены почти все аспекты белорусской этнографии: происхождение и этническая история белорусов (М. Я. Гринблат), материальная культура, народное жилище и промыслы (Л. А. Молчанова, Э. Р. Соболенко, В. С. Пурков, И. Н. Браим, В. С. Титов), некоторые особенности быта рабочих (В. М. Иванов), быт крестьян в условиях гитлеровской оккупации (А. И. Залесский), народная обрядность, народный опыт (Н. М. Никольский, А. А. Мелешко, Л. И. Минько, Р. В. Надольский, Молчанова), этнокультурные процессы в городе и деревне (Бондарчик, Браим, Соболенко, Гурков). Изданы труды: «Белорусская народная одежда», «Белорусское народное жилище» и др.